# 사우스웨스트 항공
사우스웨스트 항공(영어: Southwest Airlines)은 미국의 저비용 항공사이다. 여객 운송 기준으로 세계 3위이다. 허브 공항은 하츠필드 잭슨 애틀랜타 국제공항, 볼티모어 워싱턴 국제공항, 미드웨이 국제공항, 댈러스 러브 필드, 덴버 국제공항, 윌리엄 P. 호비 공항, 매캐런 국제공항, 로스앤젤레스 국제공항, 오클랜드 국제공항, 올랜도 국제공항, 피닉스 스카이 하버 국제공항을 사용하고 있다.

## 역사

### 창업의 경위
당시 텍사스주의 은행가인 존 파커가 불편하고 비싼 댈러스, 휴스턴, 샌안토니오 3개 도시 간의 이동을 개선하고자 샌안토니오의 소규모의 항공 회사를 경영하는 로린 킹에게 텍사스 주 내를 이동하기 위한 항공 회사의 설립을 요청한 것이 발단이 되었다. 요청을 받은 로린 킹은 캘리포니아주에 있는 PSA 항공과 에어 캘리포니아를 조사한다. 이 회사의 노선망이 적당한 거리를 둔 활황 도시를 잇고 있는 것이라는 조사 결과를 바탕으로, 텍사스주의 3개 도시에 대형 여객기를 운항하는 항공 회사의 설립 구상을 1966년에 로린 킹이 경영하는 회사의 법률 고문을 맡고 있던 변호사 허브 켈러허에게 건의한다.
당초 켈러허는 엉뚱한 계획이라고 느꼈지만 운임이 싸고 자주 운항하며 정시성까지 우수한 항공 회사라면 성공할 것이라고 예측한다. 결국 1967년 3월 15일 켈러허는 에어 사우스 웨스트 설립을 신청한다. 당초 자본금은 킹과 켈러허가 출자해 정치적인 지원을 모으는 활동에 착수하는 것과 동시에 사업에 필요한 자본금의 모집을 개시한다. 켈러허는 법률상의 분쟁이 있을 것을 예상해 모집하는 자본금의 총액을 당초 예상의 25만 달러부터 50만 달러까지 텍사스주에서 영향력을 가지는 정계나 재계의 인물로부터 출자자를 더해 가기로 했다.

### 법정 문제

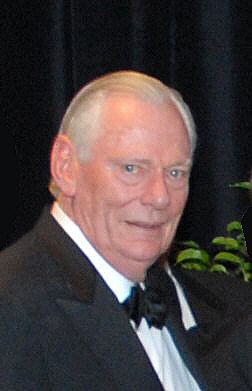
공동 창립자 허브 켈러허

1967년 11월 27일, 캘러허는 텍사스주 항공 위원회가 비행 허가증을 발행하는 것을 금지하는 내용의 일방적 긴급 금지명령을 입수했다. 사우스 웨스트 항공이 참가하려는 시장은 벌써 포화 상태로, 새로운 항공 회사가 참가할 여지는 없다는 라이벌 3개 회사의 주장을 받았들였기 때문이었다.
1968년 여름부터 이 금지명령을 두고 양측이 법정에서 싸우게 되었고 사우스 웨스트 항공의 변호사로 켈러허가 선임 되었다. 이미 라이벌 3개 회사는 정치적인 사전 교섭을 하여 텍사스주 항공 당국자가 심리가 시작되기 전에 인터뷰에서 "텍사스주에 새로운 항공 회사가 필요한 이유를 모르겠다." 라고 하는 언급을 하는 등 당시 불리한 상황이었다. 1심인 지방법원 판결에서 라이벌 3개의 회사의 주장을 인정하는 판결이 내려져 텍사스주 고등재판소에 항소하였으나 7개월의 심리 후에 패소하였다. 이 시점에서 사업에 필요할 자본금이 모두 재판 비용으로 낭비되어 임원 중에는 이 사업을 그만 둘 생각하고 있던 사람들도 있었다고 한다. 그러나 켈러허는 재판 비용을 자기가 부담하는 것으로 임원들을 설득하며 끝까지 텍사스주 최고 재판소에 상고한 결과 고등재판의 판결을 뒤집어져 승소하였다. 라이벌 3개사는 다시 합중국 최고 재판소에 상고했지만 기각되어 간신히 취항이 인가되었다.

### 운항 개시 후 자금난 문제
1971년 6월 18일, 댈러스, 휴스턴, 샌안토니오 3개 도시를 1일 18회 왕복하는 항공 회사로 운항이 개시되었다. 뮤즈는 계속해 자금 확보에 분주하게 움직여 700만 달러를 모았으나 운항 개시 직후의 여객 유치에 실패하여 때로는 하루의 이용객 수가 150명일 때도 있었다. 1972년에 적자액의 합계는 500만달러에 이르러서 당시 3명의 종업원을 해고했다. 자발적 은퇴인원을 제외하고 창립 역사상 정리해고인원은 오랫동안 이 3명이 유일했으나 2013년 착륙사고로 인해 한 명의 조종사가 추가로 해고되었다.

### 시행 착오의 반복

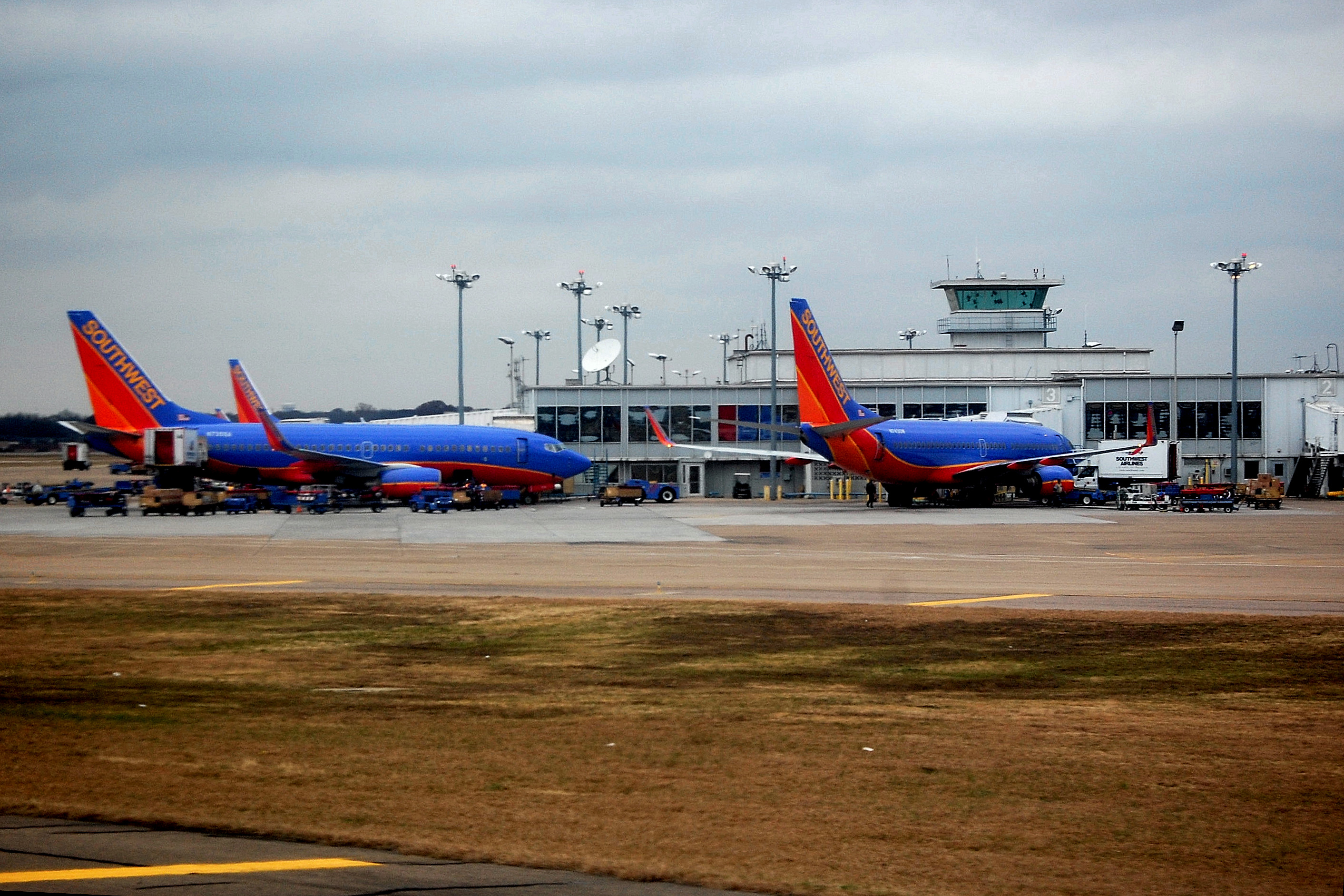
댈러스 러브 필드에서의 사우스웨스트 항공

이미 윌리엄 P. 호비 공항에 모든 여객 항공 회사가 철수하고 있었지만 사우스웨스트 측에서는 휴스턴 중심가에서 가깝기 때문에 비즈니스 승객에 적합한 공항으로 생각하였다. 1971년 11월 14일부터 시행적으로 윌리엄 P. 호비 공항 발착편을 설정했는데 이용자 수가 급증하면서둘러 즉시 조지 부시 인터콘티넨털 공항에서 모든 운항편을 윌리엄 P. 호비 공항으로 이전한다. 도시 지역에 가까운 공항에 발착하는 영업 전략은 이후 저비용 항공사의 성공의 법칙의 하나가 되었다.
1971년 9월에 보잉 737 1대를 구입해 스피드업이나 전세편에 사용할 계획을 세운다. 하지만 연방 지방 재판소에서 주외 전세편의 운항을 금지했다. 수입은 증가하고 있었지만 아직 안정된 경영 상태는 아니었기 때문에 보잉 737을 1972년 5월에 프론티어 항공에 매각하였다. 보유 자금의 유동성이 해결되었지만 보유기 4대만을 전제로 계획한 운항 계획을 실행할 수 있을지가 문제였다. 그래서 도착한 항공기를 10분만에 다시 손님을 태우고 발착하는 전략을 만들었고 이는 여러 저가 항공사의 모델이 되었다.
1972년, 댈러스 러브 필드를 대체하기 위해 댈러스 포트워스 국제공항 당국에 앞서 언급한 사우스웨스트 항공의 정책에 따라 댈러스 러브 필드의 취항을 통고한다. 하지만 이것은 신공항 당국이나 라이벌 항공 회사부터 반발을 받아 합동 소송이 일어나는 사태가 된다. 텍사스주 재판소에서 재판이 진행되었지만 최종적으로는 사우스웨스트 항공의 주장이 인정된다.

### 라이트 수정법

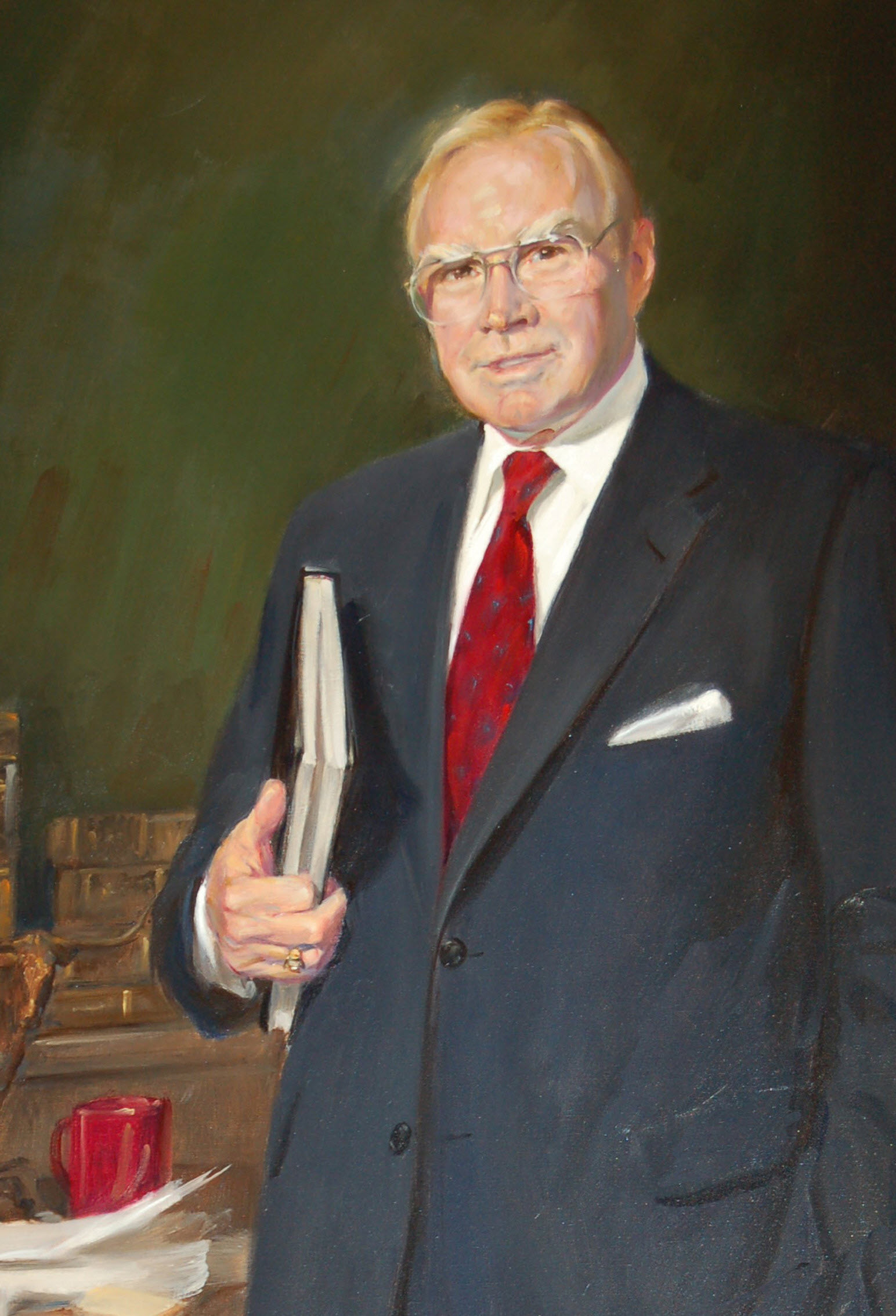
댈러스 러브 필드 노선 개설에 반대하고 있던 짐 라이트 하원의원

지미 카터 정권이 1978년에 도입한 항공 자유화 정책으로 사우스 웨스트 항공도 텍사스주의 노선 전개를 실시하는 것이 가능하게 되었다. 여기서 기본 전략인 단거리를 저운임 고빈도로 운행하는 정책을 향후에도 계속해야 할 것인가를 두고 논의를 하였지만 결국 기본 전략을 변경없이 사업을 계속하기로 했다.
같은 해 휴스턴과 뉴올리언스를 연결하는 노선을 개설하는 동시에 댈러스에서 뉴올리언스의 노선 개설 신청을 했지만 이것에 대해서 신공항 당국과 포트워스에서 맹렬하게 반대한다. 반대자 중에서 포트워스 선출의 하원 의원인 짐 라이트에 의한 로비 활동이 전개된다. 최종적으로 댈러스 러브 필드에서 텍사스주와 인접하는 주보다 먼 지점에의 노선 개설을 할 수 없게 된다.
여기서 내세운 방침으로, 타사와 같이 허브 앤드 스포크형이라고 불리는 네트워크 형태를 구축하지 않고 보유 기종인 보잉 737의 항속 거리나 수용력을 최대한으로 활용하는 포인트 투 포인트형의 수송으로 전환하게 된다. 즉 어느 정도의 집객을 전망할 수 있는 단거리와 중거리의 노선을 개설해 그러한 노선을 서로 연결해 가는 것으로 네트워크를 확대하는 수법을 취했다.
이 방침에 따라 휴스턴, 라스베이거스, 피닉스 국내선 노선을 개설한다. 한층 더 인접한 주를 묶는 노선을 전개하였다. 이 수법은 다른 항공 회사가 채용하고 있는 허브 앤드 스포크형의 노선 구성에 따라 혼잡한 공항에서 불편한 환승을 할 수 밖에 없는 이용자들에게 절대적인 지지를 얻게 되었고 결국 이 포인트 투 포인트형의 노선 전개를 기본으로 하여 사업을 펼쳐 나가게 된다.

### 최우량 항공 회사로 성장
그보다 조금 거슬러 올라가는 1978년 3월 28일, 창업기부터 사장 겸 CEO를 맡고 있던 뮤즈가 사임하면서 후임에 유나이티드 항공에서 마케팅 담당 부사장이었던 하워드 파트남이 오게 되었다. 창업자인 켈러허는 회장이 된다. 그러나 파트남이 1981년 9월 22일에 퇴임하자 1982년 2월 23일부터 켈러허가 회장 겸 CEO로 취임한다.
한편 1980년대에 타 항공 회사는 상호간의 인수합병으로 노선망을 확충해 나아간것과는 달리, 계속 자력에 의한 노선 전개를 진행시켜 간다. 또한 기본적으로는 한 번 취항한 노선은 철수하지 않고, 착실하게 노선망을 확대해 간다. 게다가 다른 항공 회사가 시장 점유율에 집중하는 경영하는 와중에 철저하게 이익을 중시한 경영을 행한다.
1988년 5월 미국 교통부가 발표하는 정시 운항률, 수화물의 분실, 이용자 불만 등의 3개 부문에서 미국 전체 1등을 달성한다. 1989년 11월부터 3개월 연속해 3개 부문 모두 선두가 되면서 1990년 1월에 "Triple Triple Crown" (3개월 연속의 삼관왕) 광고를 하였다. 미국 최우수상 항공 회사으로 이름이 널리 알려지게 된다. 그 후 1992년부터 연간 기준 5년 연속 "트리플 크라운"(Triple Crown, 삼관왕) 자리에 오른다.
1990년초에 걸프 전쟁으로 인한 연료비의 상승으로 미국의 항공 회사는 일제히 적자를 면치 못했으나, 사우스웨스트 항공은 1990년 4분기의 손실을 450만 달러로 억제한다. 게다가 1994년까지 경기 불황이 한창인 시기에 이익이 지속된 것은 미국의 항공 업계에서 이 회사가 유일했다.

### 새로운 사업 확대

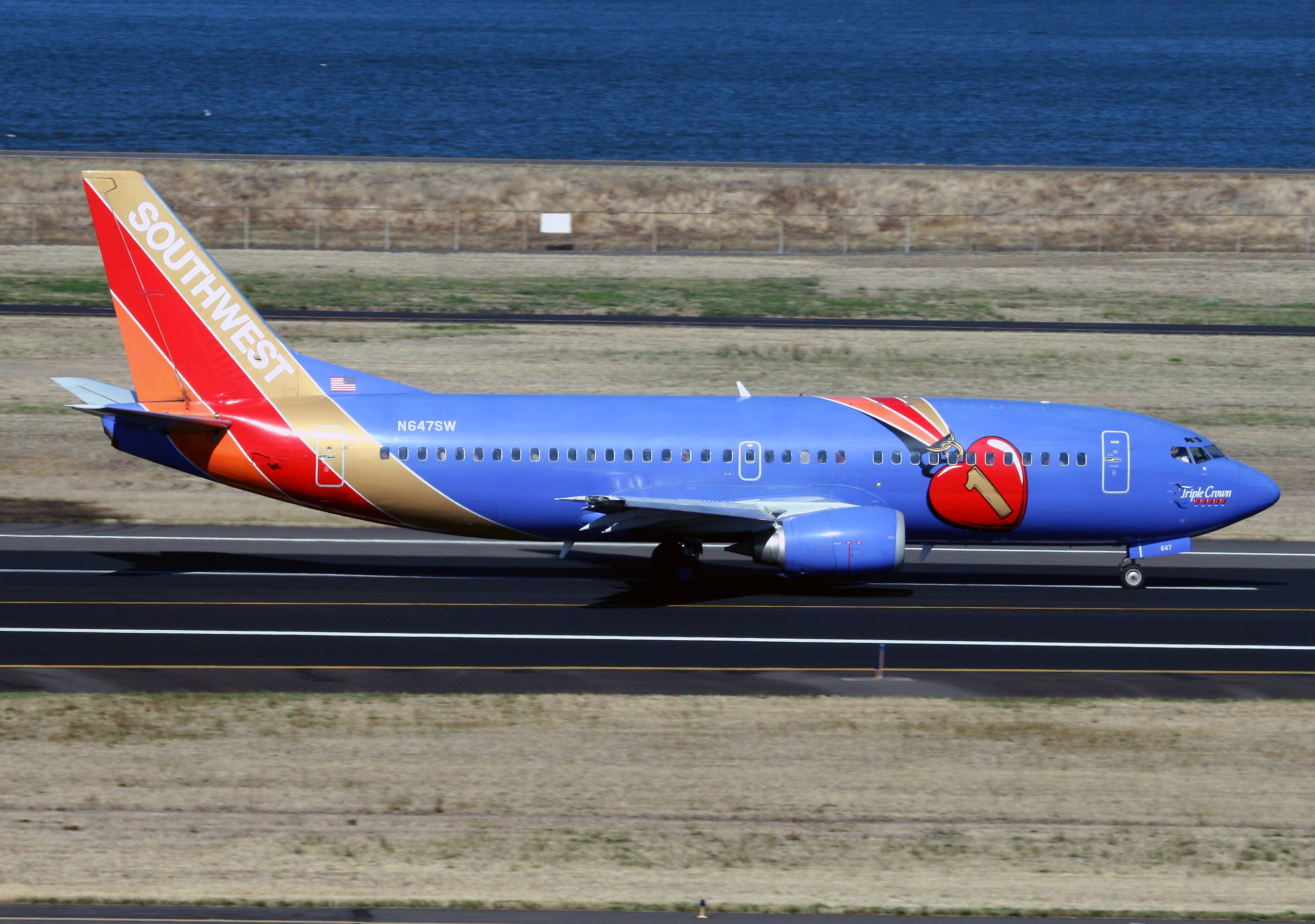
사우스웨스트 항공의 보잉 737-300 (퇴역)

한편 유나이티드 항공이 운항 개시한 유나이티드 셔틀은 로스앤젤레스와 샌프란시스코를 연결하는 구간에서 큰 코드 쉐어를 뺏기고 있어 이것에 대항하려면 사우스 웨스트 항공과 같은 수준의 운항 체계를 취하지 않으면 안 된다고 판단해 1994년 10월 1일부터 동일한 구간에 있어 별도의 조직으로 운항을 개시할 것을 결정한다. 물론 사우스웨스트 측에서도 유나이티드 항공의 움직임을 예상하고 있었기 때문에 1993년 12월 31일에 모리스 에어와의 합병을 결정한다. 모리스 에어와 노선망이 중복되지 않고 보유 기종은 모두 보잉 737로 유나이티드 항공과의 경합 구간에서 증편을 행하기 위한 항공기도 준비할 수 있었던 것이다. 이 때부터 사우스웨스트항공도 적극적인 인수 합병을 시작하게 된다.
1995년 1월 31일 전자 항공권 제도를 도입한다. 이는 1994년에 유나이티드 항공, 콘티넨탈 항공, 델타 항공의 티켓 예약 시스템으로 분리된 계기로 독자적인 새로운 예약 시스템을 도입하게 되었다. 그와 동시에 티켓리스(Ticketless) 시스템의 도입을 했다.

### 장거리 국내선 취항과에어트랜인수

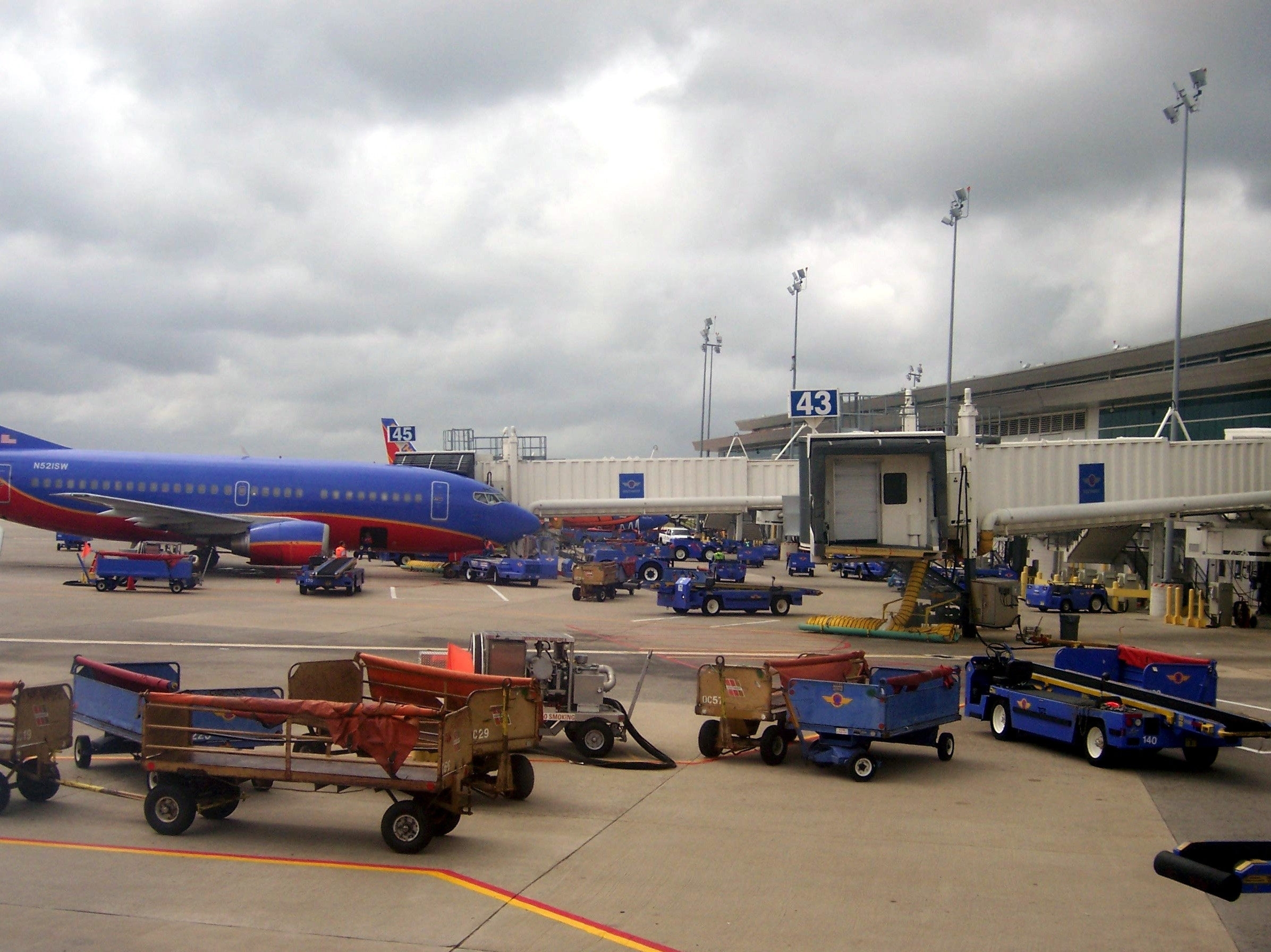
윌리엄 P. 호비 공항에서의 사우스웨스트 항공

2001년 9월 11일에 9·11 테러 발생 후 같은 해 9월 25일에 이용 촉진 캠페인의 실시를 발표한다. 같은 해 미국의 항공 회사가 일제히 적자에 시달리고 있을 때 사우스웨스트 항공만 흑자를 유지했다.
2002년 9월부터 처음으로 로스앤젤레스에서 워싱턴 D.C.를 연결하는 미 대륙 횡단을 노선을 개시하였다. 이것에 워싱턴 D.C.에서 볼티모어 워싱턴 국제공항에 노선을 연장한다. 소요 시간이 5시간 전후인 노선이지만 종래대로 보잉 737 기종을 운용하며 지금까지와 같은 기내 서비스가 제공된다. 2002년 9월 15일까지 취항 기념으로 운임이 왕복 198 달러에 판매하였다.
2005년 5월 "Wright was wrong" (라이트 수정법은 잘못되어 있다)라고 제목을 붙이고 댈러스 러브 필드의 발착에 관한 제한을 붙이고 있는 라이트 수정법의 철폐를 요구하는 운동을 개시한다. 우여곡절 끝에 2006년 6월 15일, 라이트 수정법을 철폐하기 위한 법률 정비에 관계자가 동의하였다. 이 후 같은 해 10월 19일부터 댈러스 러브 필드으로부터의 관련된 노선의 운임을 발표하였다.
2010년 9월 27일 에어트랜의 모회사인 에어트랜 홀딩스를 14억 달러에 인수하는 것을 발표하고 2011년 5월 2일에 인수를 완료했다. 2012년 미국 연방 항공국에서 단일운항 인증(SOC) 발행이 완료되면서 에어트랜을 합병했다.

## 운항 노선
- 2014년 3월 현재 사우스웨스트 항공은 다음과 같은 노선을 취항하고 있다.

## 보유 기종
- 2024년 4월을 기준으로 사우스웨스트 항공은 다음의 항공기를 보유하고 있다.[1][2]

## 사건 및 사고
- 사우스웨스트 항공 1248편
- 사우스웨스트 항공 1380편 엔진 폭발 사고

## 같이 보기
- 미국의 교통
- 보잉 737